# کوکادیچولای
کوکادیچولای (به لاتین: Kokkadichcholai) یک منطقهٔ مسکونی در سری‌لانکا است که در ناحیه باتیکالوا واقع شده‌است.